# Gran Piemonte 2023
Gran Piemonte 2023 var den 107. udgave af det italienske cykelløb Gran Piemonte. Det blev kørt den 5. oktober 2023 i regionen Piemonte. Løbet var en del af UCI ProSeries 2023.

## Resultater
| \| Samlede stilling \| Samlede stilling \| Samlede stilling \| Samlede stilling \| Samlede stilling \| \| Rytter \| Rytter \| Hold \| Tid \| \| \| ---------------- \| ----------------- \| ---------------------------------- \| ---------------- \| ---------------- \| \| 1. \| Andrea Bagioli \| Soudal Quick-Step \| 3t 20' 25" \| \| \| 2. \| Marc Hirschi \| UAE Team Emirates \| + 0" \| \| \| 3. \| Alex Aranburu \| Movistar Team \| + 0" \| \| \| 4. \| Filippo Ganna \| Ineos Grenadiers \| + 11" \| \| \| 5. \| Rui Costa \| Intermarché-Circus-Wanty \| + 11" \| \| \| 6. \| Georg Zimmermann \| Intermarché-Circus-Wanty \| + 11" \| \| \| 7. \| Martin Marcellusi \| Green Project-Bardiani CSF-Faizanè \| + 16" \| \| \| 8. \| Harold Tejada \| Astana Qazaqstan Team \| + 16" \| \| \| 9. \| Antonio Tiberi \| Bahrain Victorious \| + 16" \| \| \| 10. \| Nick Schultz \| Israel-Premier Tech \| + 16" \| \| |                   |                                    |            |
| |                   |                                    |            |
| Kilde: ProCyclingStats |                   |                                    |            |
| Samlede stilling |                   |                                    |            |
| Rytter | Rytter            | Hold                               | Tid        |
| 1. | Andrea Bagioli    | Soudal Quick-Step                  | 3t 20' 25" |
| 2. | Marc Hirschi      | UAE Team Emirates                  | + 0"       |
| 3. | Alex Aranburu     | Movistar Team                      | + 0"       |
| 4. | Filippo Ganna     | Ineos Grenadiers                   | + 11"      |
| 5. | Rui Costa         | Intermarché-Circus-Wanty           | + 11"      |
| 6. | Georg Zimmermann  | Intermarché-Circus-Wanty           | + 11"      |
| 7. | Martin Marcellusi | Green Project-Bardiani CSF-Faizanè | + 16"      |
| 8. | Harold Tejada     | Astana Qazaqstan Team              | + 16"      |
| 9. | Antonio Tiberi    | Bahrain Victorious                 | + 16"      |
| 10. | Nick Schultz      | Israel-Premier Tech                | + 16"      |

## Hold og ryttere
| UCI WorldTeams (15)- Alpecin-Deceuninck - Astana Qazaqstan Team - Bahrain Victorious - Bora-Hansgrohe - Cofidis - EF Education-EasyPost - Ineos Grenadiers - Intermarché-Circus-Wanty - Jumbo-Visma - Lidl-Trek - Movistar Team - Soudal Quick-Step - Team DSM-Firmenich - Team Jayco AlUla - UAE Team Emirates UCI ProTeams (7)- Eolo-Kometa - Green Project-Bardiani CSF-Faizanè - Israel-Premier Tech - Lotto Dstny - Q36.5 Pro Cycling Team - Team Corratec-Selle Italia - Tudor Pro Cycling Team |
| |

### Danske ryttere
| Danske ryttere på startlisten |                  |                       |           |
| Rygnummer                     | Rytter           | Hold                  | Placering |
| 47                            | Frederik Wandahl | Bora-Hansgrohe        | 122       |
| 73                            | Mikkel Honoré    | EF Education-EasyPost | 32        |
| 76                            | Michael Valgren  | EF Education-EasyPost | 56        |
| 205                           | Alexander Kamp   | Tudor Pro Cycling     | 126       |

* DNF = gennemførte ikke

### Startliste
| Movistar Team MOV | Movistar Team MOV             | Movistar Team MOV |
| ----------------- | ----------------------------- | ----------------- |
| Nr.               | Rytter                        | Placering         |
| 1                 | Iván García Cortina (ESP)     | 72.               |
| 2                 | Alex Aranburu (ESP)           | 3.                |
| 3                 | Matteo Jorgenson (USA)        | 25.               |
| 4                 | Max Kanter (GER)              | 100.              |
| 5                 | Oier Lazkano (ESP) (landevej) | 90.               |
| 6                 | José Joaquín Rojas (ESP)      | 63.               |
| 7                 | Iván Sosa (COL)               | 49.               |

| Alpecin-Deceuninck ADC | Alpecin-Deceuninck ADC  | Alpecin-Deceuninck ADC |
| ---------------------- | ----------------------- | ---------------------- |
| Nr.                    | Rytter                  | Placering              |
| 11                     | Alex Bogna (AUS)        | 82.                    |
| 12                     | Jimmy Janssens (BEL)    | 116.                   |
| 13                     | Axel Laurance (FRA)     | 34.                    |
| 14                     | Xandro Meurisse (BEL)   | 26.                    |
| 15                     | Stefano Oldani (ITA)    | 33.                    |
| 16                     | Jason Osborne (GER)     | 115.                   |
| 17                     | Kristian Sbaragli (ITA) | 68.                    |

| Astana Qazaqstan Team AST | Astana Qazaqstan Team AST | Astana Qazaqstan Team AST |
| ------------------------- | ------------------------- | ------------------------- |
| Nr.                       | Rytter                    | Placering                 |
| 21                        | Fabio Felline (ITA)       | 58.                       |
| 22                        | Cees Bol (NED)            | 118.                      |
| 23                        | Gianmarco Garofoli (ITA)  | 127.                      |
| 24                        | David de la Cruz (ESP)    | 17.                       |
| 25                        | Gianni Moscon (ITA)       | 114.                      |
| 26                        | Cristian Scaroni (ITA)    | 59.                       |
| 27                        | Harold Tejada (COL)       | 8.                        |

| Bahrain Victorious TBV | Bahrain Victorious TBV    | Bahrain Victorious TBV |
| ---------------------- | ------------------------- | ---------------------- |
| Nr.                    | Rytter                    | Placering              |
| 31                     | Mikel Landa (ESP)         | 48.                    |
| 32                     | Santiago Buitrago (COL)   | 24.                    |
| 33                     | Nicolò Buratti (ITA)      | 103.                   |
| 34                     | Andrea Pasqualon (ITA)    | DNF                    |
| 35                     | Hermann Pernsteiner (AUT) | 44.                    |
| 36                     | Antonio Tiberi (ITA)      | 9.                     |
| 37                     | Edoardo Zambanini (ITA)   | 117.                   |

| Bora-Hansgrohe BOH | Bora-Hansgrohe BOH     | Bora-Hansgrohe BOH |
| ------------------ | ---------------------- | ------------------ |
| Nr.                | Rytter                 | Placering          |
| 41                 | Patrick Konrad (AUT)   | 123.               |
| 42                 | Giovanni Aleotti (ITA) | 41.                |
| 43                 | Bob Jungels (LUX)      | 16.                |
| 44                 | Florian Lipowitz (GER) | 15.                |
| 45                 | Anton Palzer (GER)     | 77.                |
| 46                 | Ide Schelling (NED)    | DNF                |
| 47                 | Frederik Wandahl (DEN) | 122.               |

| Cofidis COF | Cofidis COF            | Cofidis COF |
| ----------- | ---------------------- | ----------- |
| Nr.         | Rytter                 | Placering   |
| 51          | Guillaume Martin (FRA) | DQ          |
| 52          | Simon Geschke (GER)    | 93.         |
| 53          | Jesús Herrada (ESP)    | 87.         |
| 54          | Axel Mariault (FRA)    | 89.         |
| 55          | Rémy Rochas (FRA)      | 46.         |
| 56          | Hugo Toumire (FRA)     | 66.         |
| 57          | Harrison Wood (GBR)    | 111.        |

| Team Corratec-Selle Italia COR | Team Corratec-Selle Italia COR | Team Corratec-Selle Italia COR |
| ------------------------------ | ------------------------------ | ------------------------------ |
| Nr.                            | Rytter                         | Placering                      |
| 61                             | Andrij Ponomar (UKR)           | DNS                            |
| 62                             | Matteo Amella (ITA)            | 81.                            |
| 63                             | Antoine Debons (SUI)           | 88.                            |
| 64                             | Alessandro Iacchi (ITA)        | DNF                            |
| 65                             | Simone Olivero (ITA)           | DNF                            |
| 66                             | Charlie Quaterman (GBR)        | 133.                           |
| 67                             | Karel Vacek (CZE)              | 79.                            |

| EF Education-EasyPost EFE | EF Education-EasyPost EFE | EF Education-EasyPost EFE |
| ------------------------- | ------------------------- | ------------------------- |
| Nr.                       | Rytter                    | Placering                 |
| 71                        | Jonathan Caicedo (ECU)    | 19.                       |
| 72                        | Diego Camargo (COL)       | 47.                       |
| 73                        | Mikkel Honoré (DEN)       | 32.                       |
| 74                        | Andrea Piccolo (ITA)      | 70.                       |
| 75                        | Sean Quinn (USA)          | 75.                       |
| 76                        | Michael Valgren (DEN)     | 56.                       |
| 77                        | Julius van den Berg (NED) | 119.                      |

| Eolo-Kometa EOK | Eolo-Kometa EOK           | Eolo-Kometa EOK |
| --------------- | ------------------------- | --------------- |
| Nr.             | Rytter                    | Placering       |
| 81              | Vincenzo Albanese (ITA)   | 29.             |
| 82              | Davide De Cassan (ITA)    | 105.            |
| 83              | Alessandro Fancellu (ITA) | DNF             |
| 84              | Erik Fetter (HUN)         | 85.             |
| 85              | Andrea Garosio (ITA)      | 84.             |
| 86              | Francesco Gavazzi (ITA)   | 108.            |
| 87              | Diego Sevilla (ESP)       | 39.             |

| Green Project-Bardiani CSF-Faizanè BCF | Green Project-Bardiani CSF-Faizanè BCF | Green Project-Bardiani CSF-Faizanè BCF |
| -------------------------------------- | -------------------------------------- | -------------------------------------- |
| Nr.                                    | Rytter                                 | Placering                              |
| 91                                     | Filippo Fiorelli (ITA)                 | 80.                                    |
| 92                                     | Riccardo Lucca (ITA)                   | 106.                                   |
| 93                                     | Filippo Magli (ITA)                    | 67.                                    |
| 94                                     | Henok Mulubrhan (ERI)                  | 102.                                   |
| 95                                     | Alessandro Pinarello (ITA)             | 98.                                    |
| 96                                     | Alessandro Tonelli (ITA)               | 83.                                    |
| 97                                     | Martin Marcellusi (ITA)                | 7.                                     |

| Ineos Grenadiers IGD | Ineos Grenadiers IGD   | Ineos Grenadiers IGD |
| -------------------- | ---------------------- | -------------------- |
| Nr.                  | Rytter                 | Placering            |
| 101                  | Filippo Ganna (ITA)    | 4.                   |
| 102                  | Thymen Arensman (NED)  | 51.                  |
| 103                  | Salvatore Puccio (ITA) | 74.                  |
| 104                  | Brandon Rivera (COL)   | 57.                  |
| 105                  | Ben Swift (GBR)        | 42.                  |
| 106                  | Connor Swift (GBR)     | 76.                  |
| 107                  | Ben Turner (GBR)       | 27.                  |

| Intermarché-Circus-Wanty ICW | Intermarché-Circus-Wanty ICW | Intermarché-Circus-Wanty ICW |
| ---------------------------- | ---------------------------- | ---------------------------- |
| Nr.                          | Rytter                       | Placering                    |
| 111                          | Lorenzo Rota (ITA)           | DNF                          |
| 112                          | Francesco Busatto (ITA)      | 37.                          |
| 113                          | Rui Costa (POR)              | 5.                           |
| 114                          | Madis Mihkels (EST)          | DNF                          |
| 115                          | Dion Smith (NZL)             | 124.                         |
| 116                          | Rein Taaramäe (EST)          | 86.                          |
| 117                          | Georg Zimmermann (GER)       | 6.                           |

| Israel-Premier Tech IPT | Israel-Premier Tech IPT  | Israel-Premier Tech IPT |
| ----------------------- | ------------------------ | ----------------------- |
| Nr.                     | Rytter                   | Placering               |
| 121                     | Domenico Pozzovivo (ITA) | 20.                     |
| 122                     | Marco Frigo (ITA)        | 97.                     |
| 123                     | Reto Hollenstein (SUI)   | 99.                     |
| 124                     | Hugo Houle (CAN)         | 50.                     |
| 125                     | Nick Schultz (AUS)       | 10.                     |
| 126                     | Corbin Strong (NZL)      | 65.                     |

| Jumbo-Visma TJV | Jumbo-Visma TJV                | Jumbo-Visma TJV |
| --------------- | ------------------------------ | --------------- |
| Nr.             | Rytter                         | Placering       |
| 131             | Wout van Aert (BEL)            | 52.             |
| 132             | Milan Vader (NED)              | 128.            |
| 133             | Wilco Kelderman (NED)          | 54.             |
| 134             | Steven Kruijswijk (NED)        | 110.            |
| 135             | Gijs Leemreize (NED)           | DNF             |
| 136             | Sam Oomen (NED)                | 73.             |
| 137             | Attila Valter (HUN) (landevej) | 55.             |

| Lidl-Trek LTK | Lidl-Trek LTK                  | Lidl-Trek LTK |
| ------------- | ------------------------------ | ------------- |
| Nr.           | Rytter                         | Placering     |
| 141           | Bauke Mollema (NED)            | 43.           |
| 142           | Filippo Baroncini (ITA)        | 38.           |
| 143           | Amanuel Ghebreigzabhier (ERI)  | 22.           |
| 144           | Juan Pedro López (ESP)         | 120.          |
| 145           | Jacopo Mosca (ITA)             | 30.           |
| 146           | Natnael Tesfatsion (ERI)       | 45.           |
| 147           | Mathias Vacek (CZE) (landevej) | DNF           |

| Lotto Dstny LTD | Lotto Dstny LTD           | Lotto Dstny LTD |
| --------------- | ------------------------- | --------------- |
| Nr.             | Rytter                    | Placering       |
| 151             | Thomas De Gendt (BEL)     | DNF             |
| 152             | Johannes Adamietz (GER)   | 62.             |
| 153             | Jacopo Guarnieri (ITA)    | DNF             |
| 154             | Sylvain Moniquet (BEL)    | 12.             |
| 155             | Mathijs Paasschens (NED)  | 92.             |
| 156             | Lennert Van Eetvelt (BEL) | 113.            |
| 157             | Maxim Van Gils (BEL)      | 112.            |

| Q36.5 Pro Cycling Team Q36 | Q36.5 Pro Cycling Team Q36 | Q36.5 Pro Cycling Team Q36 |
| -------------------------- | -------------------------- | -------------------------- |
| Nr.                        | Rytter                     | Placering                  |
| 161                        | Negasi Abreha (ETH)        | 78.                        |
| 162                        | Marcel Camprubí (ESP)      | 61.                        |
| 163                        | Corey Davis (USA)          | DNF                        |
| 164                        | Damien Howson (AUS)        | 107.                       |
| 165                        | Kamil Małecki (POL)        | DNF                        |
| 166                        | Pavel Novák (CZE)          | 121.                       |
| 167                        | Nicolò Parisini (ITA)      | 101.                       |

| Soudal Quick-Step SOQ | Soudal Quick-Step SOQ       | Soudal Quick-Step SOQ |
| --------------------- | --------------------------- | --------------------- |
| Nr.                   | Rytter                      | Placering             |
| 171                   | Mattia Cattaneo (ITA)       | 23.                   |
| 172                   | Dries Devenyns (BEL)        | 53.                   |
| 173                   | Andrea Bagioli (ITA)        | 1.                    |
| 174                   | William Junior Lecerf (BEL) | 11.                   |
| 175                   | Mauro Schmid (SUI)          | DNF                   |
| 176                   | Pieter Serry (BEL)          | 69.                   |
| 177                   | Louis Vervaeke (BEL)        | DNF                   |

| Team DSM-Firmenich DSM | Team DSM-Firmenich DSM        | Team DSM-Firmenich DSM |
| ---------------------- | ----------------------------- | ---------------------- |
| Nr.                    | Rytter                        | Placering              |
| 181                    | Patrick Bevin (NZL)           | 60.                    |
| 182                    | Romain Combaud (FRA)          | 64.                    |
| 183                    | Matthew Dinham (AUS)          | 94.                    |
| 184                    | Sean Flynn (GBR)              | 35.                    |
| 185                    | Jonas Iversby Hvideberg (NOR) | 109.                   |
| 186                    | Florian Stork (GER)           | 18.                    |
| 187                    | Frank van den Broek (NED)     | 71.                    |

| Team Jayco AlUla JAY | Team Jayco AlUla JAY   | Team Jayco AlUla JAY |
| -------------------- | ---------------------- | -------------------- |
| Nr.                  | Rytter                 | Placering            |
| 191                  | Michael Matthews (AUS) | 31.                  |
| 192                  | Simon Yates (GBR)      | 13.                  |
| 193                  | Lawson Craddock (USA)  | DNF                  |
| 194                  | Eddie Dunbar (IRL)     | 21.                  |
| 195                  | Felix Engelhardt (GER) | 96.                  |
| 196                  | Jan Maas (NED)         | 129.                 |
| 197                  | Matteo Sobrero (ITA)   | 95.                  |

| Tudor Pro Cycling Team TUD | Tudor Pro Cycling Team TUD      | Tudor Pro Cycling Team TUD |
| -------------------------- | ------------------------------- | -------------------------- |
| Nr.                        | Rytter                          | Placering                  |
| 201                        | Nils Brun (SUI)                 | 91.                        |
| 202                        | Aloïs Charrin (FRA)             | 130.                       |
| 203                        | Jacob Eriksson (SWE)            | 131.                       |
| 204                        | Lucas Eriksson (SWE) (landevej) | 132.                       |
| 205                        | Alexander Kamp (DEN)            | 126.                       |
| 206                        | Sébastien Reichenbach (SUI)     | 40.                        |
| 207                        | Mathys Rondel (FRA)             | 36.                        |

| UAE Team Emirates UAD | UAE Team Emirates UAD         | UAE Team Emirates UAD |
| --------------------- | ----------------------------- | --------------------- |
| Nr.                   | Rytter                        | Placering             |
| 211                   | Davide Formolo (ITA)          | 14.                   |
| 212                   | Sjoerd Bax (NED)              | 125.                  |
| 214                   | Marc Hirschi (SUI) (landevej) | 2.                    |
| 215                   | Vegard Stake Laengen (NOR)    | 104.                  |
| 216                   | Diego Ulissi (ITA)            | 28.                   |
| 217                   | Michael Vink (NZL)            | DNF                   |

| Movistar Team MOV | Movistar Team MOV             | Movistar Team MOV |
| ----------------- | ----------------------------- | ----------------- |
| Nr.               | Rytter                        | Placering         |
| 1                 | Iván García Cortina (ESP)     | 72.               |
| 2                 | Alex Aranburu (ESP)           | 3.                |
| 3                 | Matteo Jorgenson (USA)        | 25.               |
| 4                 | Max Kanter (GER)              | 100.              |
| 5                 | Oier Lazkano (ESP) (landevej) | 90.               |
| 6                 | José Joaquín Rojas (ESP)      | 63.               |
| 7                 | Iván Sosa (COL)               | 49.               |

| Alpecin-Deceuninck ADC | Alpecin-Deceuninck ADC  | Alpecin-Deceuninck ADC |
| ---------------------- | ----------------------- | ---------------------- |
| Nr.                    | Rytter                  | Placering              |
| 11                     | Alex Bogna (AUS)        | 82.                    |
| 12                     | Jimmy Janssens (BEL)    | 116.                   |
| 13                     | Axel Laurance (FRA)     | 34.                    |
| 14                     | Xandro Meurisse (BEL)   | 26.                    |
| 15                     | Stefano Oldani (ITA)    | 33.                    |
| 16                     | Jason Osborne (GER)     | 115.                   |
| 17                     | Kristian Sbaragli (ITA) | 68.                    |

| Astana Qazaqstan Team AST | Astana Qazaqstan Team AST | Astana Qazaqstan Team AST |
| ------------------------- | ------------------------- | ------------------------- |
| Nr.                       | Rytter                    | Placering                 |
| 21                        | Fabio Felline (ITA)       | 58.                       |
| 22                        | Cees Bol (NED)            | 118.                      |
| 23                        | Gianmarco Garofoli (ITA)  | 127.                      |
| 24                        | David de la Cruz (ESP)    | 17.                       |
| 25                        | Gianni Moscon (ITA)       | 114.                      |
| 26                        | Cristian Scaroni (ITA)    | 59.                       |
| 27                        | Harold Tejada (COL)       | 8.                        |

| Bahrain Victorious TBV | Bahrain Victorious TBV    | Bahrain Victorious TBV |
| ---------------------- | ------------------------- | ---------------------- |
| Nr.                    | Rytter                    | Placering              |
| 31                     | Mikel Landa (ESP)         | 48.                    |
| 32                     | Santiago Buitrago (COL)   | 24.                    |
| 33                     | Nicolò Buratti (ITA)      | 103.                   |
| 34                     | Andrea Pasqualon (ITA)    | DNF                    |
| 35                     | Hermann Pernsteiner (AUT) | 44.                    |
| 36                     | Antonio Tiberi (ITA)      | 9.                     |
| 37                     | Edoardo Zambanini (ITA)   | 117.                   |

| Bora-Hansgrohe BOH | Bora-Hansgrohe BOH     | Bora-Hansgrohe BOH |
| ------------------ | ---------------------- | ------------------ |
| Nr.                | Rytter                 | Placering          |
| 41                 | Patrick Konrad (AUT)   | 123.               |
| 42                 | Giovanni Aleotti (ITA) | 41.                |
| 43                 | Bob Jungels (LUX)      | 16.                |
| 44                 | Florian Lipowitz (GER) | 15.                |
| 45                 | Anton Palzer (GER)     | 77.                |
| 46                 | Ide Schelling (NED)    | DNF                |
| 47                 | Frederik Wandahl (DEN) | 122.               |

| Cofidis COF | Cofidis COF            | Cofidis COF |
| ----------- | ---------------------- | ----------- |
| Nr.         | Rytter                 | Placering   |
| 51          | Guillaume Martin (FRA) | DQ          |
| 52          | Simon Geschke (GER)    | 93.         |
| 53          | Jesús Herrada (ESP)    | 87.         |
| 54          | Axel Mariault (FRA)    | 89.         |
| 55          | Rémy Rochas (FRA)      | 46.         |
| 56          | Hugo Toumire (FRA)     | 66.         |
| 57          | Harrison Wood (GBR)    | 111.        |

| Team Corratec-Selle Italia COR | Team Corratec-Selle Italia COR | Team Corratec-Selle Italia COR |
| ------------------------------ | ------------------------------ | ------------------------------ |
| Nr.                            | Rytter                         | Placering                      |
| 61                             | Andrij Ponomar (UKR)           | DNS                            |
| 62                             | Matteo Amella (ITA)            | 81.                            |
| 63                             | Antoine Debons (SUI)           | 88.                            |
| 64                             | Alessandro Iacchi (ITA)        | DNF                            |
| 65                             | Simone Olivero (ITA)           | DNF                            |
| 66                             | Charlie Quaterman (GBR)        | 133.                           |
| 67                             | Karel Vacek (CZE)              | 79.                            |

| EF Education-EasyPost EFE | EF Education-EasyPost EFE | EF Education-EasyPost EFE |
| ------------------------- | ------------------------- | ------------------------- |
| Nr.                       | Rytter                    | Placering                 |
| 71                        | Jonathan Caicedo (ECU)    | 19.                       |
| 72                        | Diego Camargo (COL)       | 47.                       |
| 73                        | Mikkel Honoré (DEN)       | 32.                       |
| 74                        | Andrea Piccolo (ITA)      | 70.                       |
| 75                        | Sean Quinn (USA)          | 75.                       |
| 76                        | Michael Valgren (DEN)     | 56.                       |
| 77                        | Julius van den Berg (NED) | 119.                      |

| Eolo-Kometa EOK | Eolo-Kometa EOK           | Eolo-Kometa EOK |
| --------------- | ------------------------- | --------------- |
| Nr.             | Rytter                    | Placering       |
| 81              | Vincenzo Albanese (ITA)   | 29.             |
| 82              | Davide De Cassan (ITA)    | 105.            |
| 83              | Alessandro Fancellu (ITA) | DNF             |
| 84              | Erik Fetter (HUN)         | 85.             |
| 85              | Andrea Garosio (ITA)      | 84.             |
| 86              | Francesco Gavazzi (ITA)   | 108.            |
| 87              | Diego Sevilla (ESP)       | 39.             |

| Green Project-Bardiani CSF-Faizanè BCF | Green Project-Bardiani CSF-Faizanè BCF | Green Project-Bardiani CSF-Faizanè BCF |
| -------------------------------------- | -------------------------------------- | -------------------------------------- |
| Nr.                                    | Rytter                                 | Placering                              |
| 91                                     | Filippo Fiorelli (ITA)                 | 80.                                    |
| 92                                     | Riccardo Lucca (ITA)                   | 106.                                   |
| 93                                     | Filippo Magli (ITA)                    | 67.                                    |
| 94                                     | Henok Mulubrhan (ERI)                  | 102.                                   |
| 95                                     | Alessandro Pinarello (ITA)             | 98.                                    |
| 96                                     | Alessandro Tonelli (ITA)               | 83.                                    |
| 97                                     | Martin Marcellusi (ITA)                | 7.                                     |

| Ineos Grenadiers IGD | Ineos Grenadiers IGD   | Ineos Grenadiers IGD |
| -------------------- | ---------------------- | -------------------- |
| Nr.                  | Rytter                 | Placering            |
| 101                  | Filippo Ganna (ITA)    | 4.                   |
| 102                  | Thymen Arensman (NED)  | 51.                  |
| 103                  | Salvatore Puccio (ITA) | 74.                  |
| 104                  | Brandon Rivera (COL)   | 57.                  |
| 105                  | Ben Swift (GBR)        | 42.                  |
| 106                  | Connor Swift (GBR)     | 76.                  |
| 107                  | Ben Turner (GBR)       | 27.                  |

| Intermarché-Circus-Wanty ICW | Intermarché-Circus-Wanty ICW | Intermarché-Circus-Wanty ICW |
| ---------------------------- | ---------------------------- | ---------------------------- |
| Nr.                          | Rytter                       | Placering                    |
| 111                          | Lorenzo Rota (ITA)           | DNF                          |
| 112                          | Francesco Busatto (ITA)      | 37.                          |
| 113                          | Rui Costa (POR)              | 5.                           |
| 114                          | Madis Mihkels (EST)          | DNF                          |
| 115                          | Dion Smith (NZL)             | 124.                         |
| 116                          | Rein Taaramäe (EST)          | 86.                          |
| 117                          | Georg Zimmermann (GER)       | 6.                           |

| Israel-Premier Tech IPT | Israel-Premier Tech IPT  | Israel-Premier Tech IPT |
| ----------------------- | ------------------------ | ----------------------- |
| Nr.                     | Rytter                   | Placering               |
| 121                     | Domenico Pozzovivo (ITA) | 20.                     |
| 122                     | Marco Frigo (ITA)        | 97.                     |
| 123                     | Reto Hollenstein (SUI)   | 99.                     |
| 124                     | Hugo Houle (CAN)         | 50.                     |
| 125                     | Nick Schultz (AUS)       | 10.                     |
| 126                     | Corbin Strong (NZL)      | 65.                     |

| Jumbo-Visma TJV | Jumbo-Visma TJV                | Jumbo-Visma TJV |
| --------------- | ------------------------------ | --------------- |
| Nr.             | Rytter                         | Placering       |
| 131             | Wout van Aert (BEL)            | 52.             |
| 132             | Milan Vader (NED)              | 128.            |
| 133             | Wilco Kelderman (NED)          | 54.             |
| 134             | Steven Kruijswijk (NED)        | 110.            |
| 135             | Gijs Leemreize (NED)           | DNF             |
| 136             | Sam Oomen (NED)                | 73.             |
| 137             | Attila Valter (HUN) (landevej) | 55.             |

| Lidl-Trek LTK | Lidl-Trek LTK                  | Lidl-Trek LTK |
| ------------- | ------------------------------ | ------------- |
| Nr.           | Rytter                         | Placering     |
| 141           | Bauke Mollema (NED)            | 43.           |
| 142           | Filippo Baroncini (ITA)        | 38.           |
| 143           | Amanuel Ghebreigzabhier (ERI)  | 22.           |
| 144           | Juan Pedro López (ESP)         | 120.          |
| 145           | Jacopo Mosca (ITA)             | 30.           |
| 146           | Natnael Tesfatsion (ERI)       | 45.           |
| 147           | Mathias Vacek (CZE) (landevej) | DNF           |

| Lotto Dstny LTD | Lotto Dstny LTD           | Lotto Dstny LTD |
| --------------- | ------------------------- | --------------- |
| Nr.             | Rytter                    | Placering       |
| 151             | Thomas De Gendt (BEL)     | DNF             |
| 152             | Johannes Adamietz (GER)   | 62.             |
| 153             | Jacopo Guarnieri (ITA)    | DNF             |
| 154             | Sylvain Moniquet (BEL)    | 12.             |
| 155             | Mathijs Paasschens (NED)  | 92.             |
| 156             | Lennert Van Eetvelt (BEL) | 113.            |
| 157             | Maxim Van Gils (BEL)      | 112.            |

| Q36.5 Pro Cycling Team Q36 | Q36.5 Pro Cycling Team Q36 | Q36.5 Pro Cycling Team Q36 |
| -------------------------- | -------------------------- | -------------------------- |
| Nr.                        | Rytter                     | Placering                  |
| 161                        | Negasi Abreha (ETH)        | 78.                        |
| 162                        | Marcel Camprubí (ESP)      | 61.                        |
| 163                        | Corey Davis (USA)          | DNF                        |
| 164                        | Damien Howson (AUS)        | 107.                       |
| 165                        | Kamil Małecki (POL)        | DNF                        |
| 166                        | Pavel Novák (CZE)          | 121.                       |
| 167                        | Nicolò Parisini (ITA)      | 101.                       |

| Soudal Quick-Step SOQ | Soudal Quick-Step SOQ       | Soudal Quick-Step SOQ |
| --------------------- | --------------------------- | --------------------- |
| Nr.                   | Rytter                      | Placering             |
| 171                   | Mattia Cattaneo (ITA)       | 23.                   |
| 172                   | Dries Devenyns (BEL)        | 53.                   |
| 173                   | Andrea Bagioli (ITA)        | 1.                    |
| 174                   | William Junior Lecerf (BEL) | 11.                   |
| 175                   | Mauro Schmid (SUI)          | DNF                   |
| 176                   | Pieter Serry (BEL)          | 69.                   |
| 177                   | Louis Vervaeke (BEL)        | DNF                   |

| Team DSM-Firmenich DSM | Team DSM-Firmenich DSM        | Team DSM-Firmenich DSM |
| ---------------------- | ----------------------------- | ---------------------- |
| Nr.                    | Rytter                        | Placering              |
| 181                    | Patrick Bevin (NZL)           | 60.                    |
| 182                    | Romain Combaud (FRA)          | 64.                    |
| 183                    | Matthew Dinham (AUS)          | 94.                    |
| 184                    | Sean Flynn (GBR)              | 35.                    |
| 185                    | Jonas Iversby Hvideberg (NOR) | 109.                   |
| 186                    | Florian Stork (GER)           | 18.                    |
| 187                    | Frank van den Broek (NED)     | 71.                    |

| Team Jayco AlUla JAY | Team Jayco AlUla JAY   | Team Jayco AlUla JAY |
| -------------------- | ---------------------- | -------------------- |
| Nr.                  | Rytter                 | Placering            |
| 191                  | Michael Matthews (AUS) | 31.                  |
| 192                  | Simon Yates (GBR)      | 13.                  |
| 193                  | Lawson Craddock (USA)  | DNF                  |
| 194                  | Eddie Dunbar (IRL)     | 21.                  |
| 195                  | Felix Engelhardt (GER) | 96.                  |
| 196                  | Jan Maas (NED)         | 129.                 |
| 197                  | Matteo Sobrero (ITA)   | 95.                  |

| Tudor Pro Cycling Team TUD | Tudor Pro Cycling Team TUD      | Tudor Pro Cycling Team TUD |
| -------------------------- | ------------------------------- | -------------------------- |
| Nr.                        | Rytter                          | Placering                  |
| 201                        | Nils Brun (SUI)                 | 91.                        |
| 202                        | Aloïs Charrin (FRA)             | 130.                       |
| 203                        | Jacob Eriksson (SWE)            | 131.                       |
| 204                        | Lucas Eriksson (SWE) (landevej) | 132.                       |
| 205                        | Alexander Kamp (DEN)            | 126.                       |
| 206                        | Sébastien Reichenbach (SUI)     | 40.                        |
| 207                        | Mathys Rondel (FRA)             | 36.                        |

| UAE Team Emirates UAD | UAE Team Emirates UAD         | UAE Team Emirates UAD |
| --------------------- | ----------------------------- | --------------------- |
| Nr.                   | Rytter                        | Placering             |
| 211                   | Davide Formolo (ITA)          | 14.                   |
| 212                   | Sjoerd Bax (NED)              | 125.                  |
| 214                   | Marc Hirschi (SUI) (landevej) | 2.                    |
| 215                   | Vegard Stake Laengen (NOR)    | 104.                  |
| 216                   | Diego Ulissi (ITA)            | 28.                   |
| 217                   | Michael Vink (NZL)            | DNF                   |